# Beats & Bruises
Albums de Miss Li
Dancing the Whole Way Home
(2009) Tangerine Dream
(2012)
Beats and Bruises est le sixième album de la chanteuse suédoise Miss Li. Il est sorti en 2011.

## Liste des titres
1. Devil's Taken Her Man
2. I Can't Get You Off My Mind
3. My Man
4. Shoot Me
5. You Could Have It (So Much Better Without Me)
6. Forever Drunk
7. Hit It
8. Arrested
9. Billy's Got A Gun
10. Modern Family
11. Are You Happy Now

## Classement
| Pays  | Meilleur classement |
| ----- | ------------------- |
| Suède | 13                  |